# 球棒

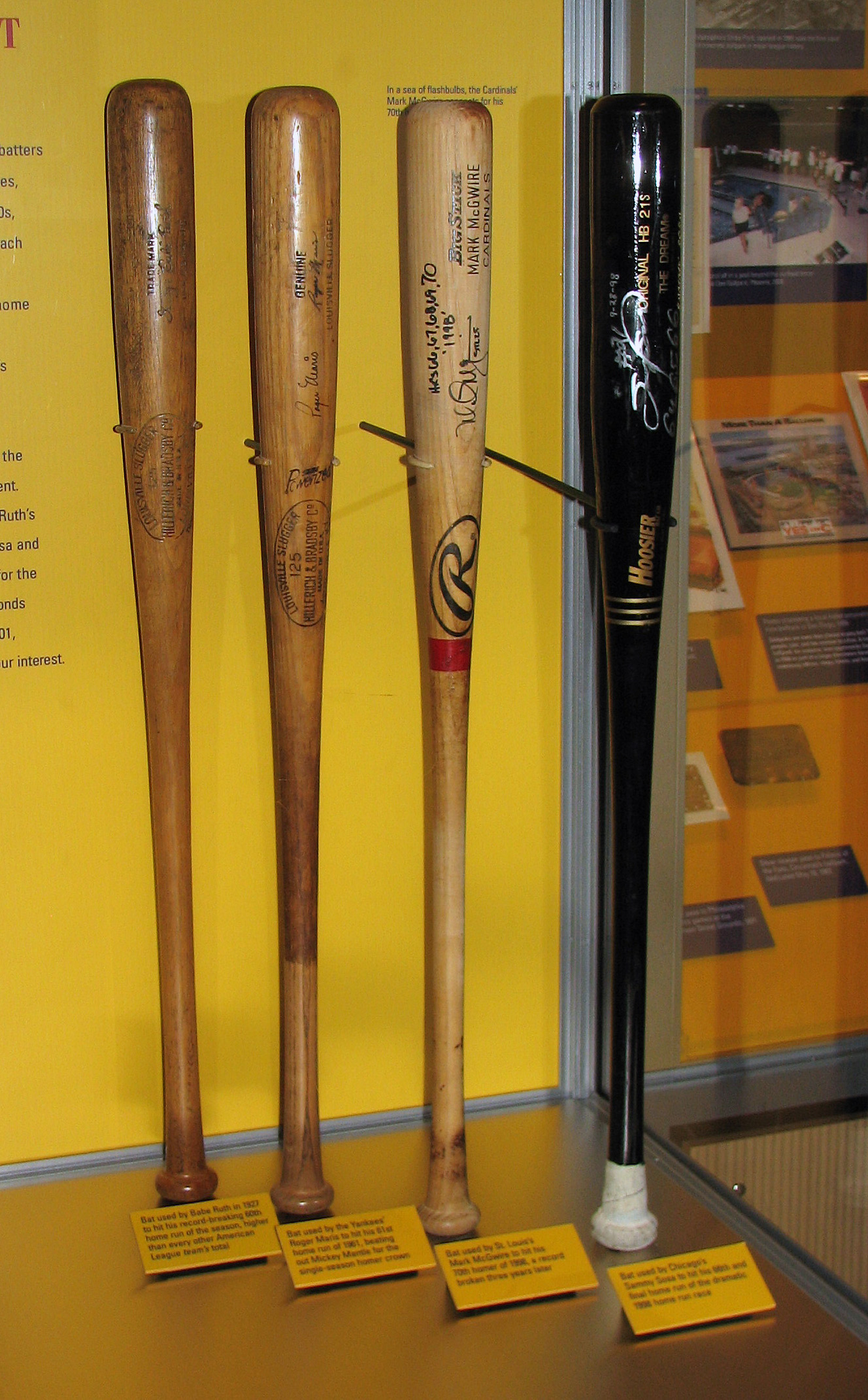
棒球用的木製球棒

球棒是棒球、壘球運動中，打擊手用來擊球的棒子。重量最重不超過1公斤，長度最長不超過1067mm，直径70mm以下。依材质的不同，有木棒、竹棒、鋁棒和碳纤维棒之分。職業棒球及成棒、青棒賽事大多使用木棒，青少棒、少棒以及壘球則以鋁棒為主。也有供兒童專用的泡棉材質球棒。
除了做為運動器材，球棒也被用作攻擊武器。根據塔斯社於2015年的報導，在棒球運動不流行的俄羅斯，2014年全年卻可賣出50萬支球棒，許多駕駛人在車上備有球棒以在遭遇行車糾紛時使用。

## 材料和製造
球棒的材質可能是木或是金屬合金（一般會是鋁合金）。大部份木棒是由梣木所製，也有用枫木、山核桃木、白桦、黄桦或竹製造。山核桃木因為其重量較重，會讓揮棒的速度變慢，因此較少使用，自從1997年引入第一個美國職棒大聯盟認可的枫木球棒系列後，越多人使用枫木球棒。第一個使用的打者是多倫多藍鳥的喬·卡特。貝瑞·邦茲用枫木球棒在2001年打破了2001年單一球季的全壘打記錄，在2007年打破了生涯全壘打記錄。因為枫木球棒破裂的比例漸漸提高，美國職棒大聯盟在2010年時開始進行檢驗，並在小聯盟的比賽禁止使用特定型號的枫木球棒。
製作球棒時，製造商會在機械強度較弱的一面放上球棒的標誌，減少球棒破裂的機率，有可能在擊球時可以傳遞更多的能量到球上，在水平揮棒時，標誌應該會面對地面或是面對天空。若依這個握棒以及擊球的方式，球棒的韌性較高，也比較不會斷裂。